# 田島利三郎
田島 利三郎（たじま りさぶろう、1869年（明治2年）7月2日- 1931年（昭和6年））は、新潟県出身の沖縄学者、教師。皇典講究所出身。

## 経歴
1893年から1897年に旧制沖縄中学校の国語教師をしながら、その間に宮古島で膨大な数の歌謡を採集し、『宮古島之歌 上』『宮古島之歌 下』を編んだ。
田島の研究は伊波普猷に引き継がれた。

## 人物
- 180cmの巨漢で髭面であり、たちまち生徒を魅了したが、上層部とはそりが合わず、わずか２年で罷免された[2]。